# La padrona è servita
La padrona è servita è un film del 1976 diretto da Mario Lanfranchi.

## Trama
Anni cinquanta del '900. Un nobile emiliano, oberato dai debiti, si suicida lasciando in difficoltà economiche la avvenente moglie Angela con tre figlie nubili. Un volgare imprenditore romano, Domenico Cardona, esuberante e appassionato di bel canto, avanza pretese sulla proprietà della villa in cui vive la vedova, ma le permette di continuare ad abitarla, in condivisione con lui. Daniele, il figlio adolescente di Cardona, girovagando fra i letti delle tre sorelle, non tarda ad avere le prime esperienze sessuali. Ma il vero obiettivo di Daniele è Angela, la bella padrona di casa. Anche lei si introduce prima o poi nel letto del ragazzo, portandolo al settimo cielo, ma la felicità dura poco: il padre si oppone alla relazione, non per motivi moralistici ma economici.
Angela si allontana, parte per Parigi e, al ritorno, annuncia di aver sposato il padre di Daniele. Il ragazzo, disperato, fugge negli Stati Uniti ma presto rientrerà, con nuova autorità, quando suo padre rimarrà fulminato da un infarto durante una ennesima scorribanda fra i letti delle donne di casa.

## Produzione
Il film nasce durante un periodo di crisi di Pupi Avati, conseguente all'insuccesso dei suoi primi due film. Contattato da Mario Lanfranchi, il regista fu invitato a realizzare alcuni spot pubblicitari per la InterVision, una casa di produzione di caroselli da lui diretta assieme a Sandro Bolchi e, in seguito, a stendere le sceneggiature di alcuni film commerciali diretti dallo stesso Lanfranchi: Il bacio (1974) e La padrona è servita (1976).
Il film fu girato a Guastalla e nella campagna parmense, mentre le sequenze iniziali furono realizzate sul ponte di Ro Ferrarese.